# Leshansaurus
Leshansaurus – rodzaj teropoda z rodziny megalozaurów (Megalosauridae) żyjącego w środkowej jurze na obecnych terenach Azji. Jego skamieniałości odkryto w środkowojurajskich osadach formacji Shangshaximiao na terenie powiatu Qianwei w prowincji Syczuan. Został opisany w 2009 roku przez Li Feia i współpracowników w oparciu o kości szczęk, dach czaszki, okolice potylicy, kręgi, paliczki kończyn przednich oraz fragmenty kości biodrowej, udowej, piszczelowej, łonowej, strzałkowej oraz kości stopy. Li i in. zasugerowali, że takson ten należy do rodziny Sinraptoridae. Jeśli hipoteza ta byłaby prawidłowa, Leshansaurus byłby najpóźniejszym znanym przedstawicielem karnozaurów występującym na terenie Basenu Syczuańskiego – powiększałby również czasowy i geograficzny zasięg karnozaurów z Basenu Syczuańskiego. Od innych karnozaurów miałaby go odróżniać kombinacja cech czaszki oraz kręgów grzbietowych i krzyżowych. Analiza kladystyczna przeprowadzona przez Carrano i współpracowników (2012) nie potwierdza jednak takiej pozycji filogenetycznej Leshansaurus, wskazując, że rodzaj ten jest przedstawicielem Megalosauridae należącym do grupy Afrovenatorinae.